# آیاگاوا گوروجی

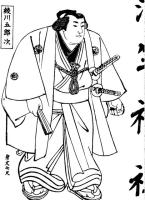
آیاگاوا کشیده‌شده بر روی چوپ.

آیاگاوا گوروجی (به ژاپنی: 綾川 五郎次) کُشتی‌گیر سوموی اهل استان توچیگی در کشور ژاپن است که دومین کشتی‌گیر دارای رتبهٔ یوکوزونا محسوب می‌شود.